# Bogdanówka (dopływ Krzczonówki)
Bogdanówka – potok, lewy dopływ Krzczonówki o długości 8,36 km.
Źródła potoku znajdują się na wysokości około 770 m n.p.m., na południowych stokach grzbietu łączącego Koskową Górę z Parszywką, w obrębie miejscowości Bogdanówka. Spływa w południowym kierunku, niżej zakręcając na południowy wschód, w końcu na wschód. Przepływa przez miejscowości Bogdanówka, Skomielna Czarna i Tokarnia, w której uchodzi do Krzczonówki na wysokości 421 m.
Zlewnia potoku znajduje się na obszarze Beskidu Makowskiego. Orograficznie prawe zbocza doliny Bogdanówki tworzą stoki Koskowej Góry (866 m), Syrkówki (782 m) i Bargłowej Góry (686 m), lewe stoki Parszywki (841 m), Sołtysiej Góry (813 m), Kusikówki (706 m) i Fuckowej Góry (644 m).
Z obydwu zboczy spływa do Bogdanówki szereg drobnych potoków. Największym z nich jest prawostronna Walczakówka długości ok. 2,6 km, spływająca z zachodu, spod przełęczy Jabconiówka i uchodząca do Bogdanówki w centrum Skomielnej Czarnej.
Wzdłuż Bogdanówki prowadzi z Tokarni wąska, asfaltowa droga, ślepo kończąca się na grzbiecie Koskowa Góra – Praszywka, w miejscu zwanym Łazy, w którym stoi murowana kapliczka z około 1910 roku.